# Aeroportul Internațional Sevastopol
Aeroportul Internațional Sevastopol (IATA: UKS, ICAO: UKFB) este un aeroport din Sevastopol, Ucraina ce deservește zona Sevastopol. A fost numit după zona deservită.
Situat la o altitudine de 90 m, aeroportul dispune de o singură pistă.